# Chef Justice d'Afrique du Sud
Le Chef Justice d'Afrique du Sud, est le magistrat le plus ancien de la Cour constitutionnelle et le chef du pouvoir judiciaire d'Afrique du Sud, qui exerce l'autorité finale sur le fonctionnement et la gestion de tous les tribunaux.
Le poste de Chef Justice a été créé lors de la formation de l'Union d'Afrique du Sud en 1910, lorsque le Chief Justice de la colonie du Cap, Sir (John) Henry de Villiers (devenu plus tard le 1er baron de Villiers) a été nommé premier Chef Justice de la nouvelle division d'appel de la Cour suprême d'Afrique du Sud.
Jusqu'en 1961, le Chef Justice détenait une commission inactive en tant qu'officier administrant le gouvernement, ce qui signifie que si le gouverneur général décédait ou était frappé d'incapacité, le juge en chef exercerait les pouvoirs et fonctions du gouverneur général. Cette commission a été invoquée en 1943 sous Nicolaas Jacobus de Wet, et en 1959 et 1961 sous Lucas Cornelius Steyn.

## Histoire
Le poste de Chef Justice, tel qu'il se présente aujourd'hui, a été créé en 2001 par le sixième amendement de la Constitution sud-africaine. Il s'agit de la fusion de deux postes judiciaires de haut niveau : Chef Justice et Président de la Cour constitutionnelle. Le Chef Justice dirige donc désormais la Cour constitutionnelle. Le poste de président de la Cour suprême d'appel d'Afrique du Sud, qui a succédé à la Division d'appel, a donc été renommé président de la Cour suprême d'appel.

## Juge en chef dans une nouvelle ère
Au début des années 1990, lors de la période de négociations constitutionnelles visant à aboutir à une Afrique du Sud pleinement démocratique sans discrimination raciale, le poste de juge en chef est occupé par Michael Corbett, diplômé de l'université de Cambridge et ancien combattant de la Seconde Guerre mondiale. 
Corbett était entré en fonction en 1989, succédant alors au juge en chef, Pieter Jacobus Rabie, qui devait prendre sa retraite en 1986 à l'âge légal de 70 ans, mais dont le mandat avait été prolongé par le président de l'État, Pieter Willem Botha. Le démantèlement total de l'apartheid ayant été annoncé par le nouveau président Frederik de Klerk, Corbett, à l'esprit progressiste, s'était alors vu finalement nommer au poste de Chef Justice. Bien que désigné par le gouvernement de Klerk (Parti national), Corbett sera aussi apprécié par les membres du nouveau gouvernement sud-africain d'union nationale (le gouvernement Mandela), arrivé au pouvoir à la suite des élections législatives de 1994 et dominé par le Congrès national africain (ANC). 
Lors de son départ à la retraite en 1996, Corbett est invité à un banquet officiel au cours duquel le président Nelson Mandela rend hommage à la "passion pour la justice", à la "sensibilité à la discrimination raciale", à la "rigueur intellectuelle" et à la "clarté de pensée" du président de la Cour.
En 1997, l'éminent juriste sud-africain d'origine indienne, Ismail Mahomed, est le premier Chef Justice à être nommé dans l'Afrique du Sud post-apartheid pour remplacer Corbett. Il prend ses fonctions en 1998 et occupe ce poste jusqu'à sa mort en 2000.
En vertu de la Constitution provisoire sud-africaine de 1993, puis de la Constitution finale de 1996, l'importance du poste de chef de la justice en tant qu'autorité judiciaire suprême est temporairement reléguée sous celle du président de la Cour constitutionnelle nouvellement créée. Ismail Mohammed avait été largement pressenti pour le poste de président de la Cour constitutionnelle, mais en 1994, le président Nelson Mandela avait nommé, à ce poste, Arthur Chaskalson, célèbre avocat de défense des droits de l'homme et directeur du Legal Resources Centre. 
En 2001, après le décès de Mohammed et, par conséquent, alors que le poste de juge en chef est vacant, le sixième amendement de la Constitution sud-africaine fusionne les postes de juge en chef et de président de la Cour constitutionnelle en un seul poste de juge en chef. M. Chaskalson est nommé à ce nouveau poste, bien que ses tâches soient restées effectivement les mêmes.

## Liste des chief justice de la colonie du Cap
- 1812 – Sir Johannes Andries Truter ( Cour de vice-amirauté )
- 1827 – 1855 Sir John Wylde

*1828 Création de la Cour suprême
- 1855 – 1858 Sir Sidney Smith Bell (par intérim)
- 1858 – 1868 Sir William Hodges
- 1868 – 1874 Sir Sidney Smith Bell
- 1874 – 1910 Jean de Villiers, 1er baron de Villiers<[4]

## Liste des chefs justice du Natal (1856-1910)
- 1858 – 1874 Walter Harding
- 1874 – 1890 Sir Henry Connor[5]
- 1890 – 1901 Michael Henry Gallwey
- 1901 – 1910 Sir Henry Bale (décédé en 1910)

## Liste des chefs justice de l'État libre d'Orange (1875-1919)
- 1874 – 1888 François-Guillaume Reitz
- 1889 – 1900 Mélius de Villiers
- 1902 – 1919 Sir Andries Maasdorp (Colonie du fleuve Orange)

## Liste des chefs justice du Transvaal (1877-1910)
- 1881 – John Gilbert Kotzé
- 1898 – Reinhold Gregorowsky[6]
- 1902 – 1910 James Rose Innes[6] (Colonie du Transvaal)

## Liste des chefs justice d'Afrique du Sud
1. 1910 – 1914 Le 1er Baron de Villiers
2. 1914 – 1927 Sir James Rose Innes

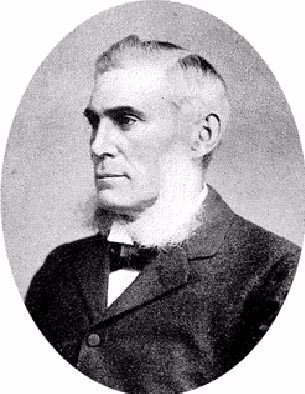
John Henry De Villiers, premier Chef Justice d'Afrique du Sud de 1910 à 1914

Mogoeng Mogoeng, chef justice en 2011-2021

3. 1927 – 1929 Sir William Henry Salomon
4. 1929 – 1932 Jacob de Villiers
5. 1932 – 1936 Sir John Wessels
6. 1936 – 1938 John Stephen Curlewis
7. 1938 – 1939 James Stratford
8. 1939 – 1943 Nicolas Jacobus de Wet
9. 1943 – 1950 Ernest Frederick Watermeyer
10. 1950 – 1957 Albert van der Sandt Centlivres
11. 1957 – 1959 Henry Allan Fagan
12. 1959 – 1971 Lucas Cornelius Steyn
13. 1971 – 1974 Newton Ogilvie Thompson
14. 1974 – 1982 Frans Lourens Herman Rumpff
15. 1982 – 1989 Pieter Jacobus Rabie
16. 1989 – 1996 Michael Corbett
17. 1998 – 2000 Ismail Mahomed
18. 2001 – 2005 Arthur Chaskalson
19. 2005 – 2009 Pie Langa
20. 2009 – 2011 Sandile Ngcobo [7]
21. 2011 – 2021 Mogoeng Mogoeng
22. 2022 – 2024 Ray Zondo
23. 2024 – présent Mandisa Maya